# نحسی
نِحِسی شاهی در دودمان چهاردهم مصر باستان در دوره دوم میانی بوده‌است. نام او در پاپیروس تورین در زیر مرجفارع قرار گرفته.

## شواهد
نام او تنها به عنوان یک شاه در فهرست تورین آمده که آثار باستانی همدوره‌ای از او نیز نام او را نشان می‌دهند. از دیگر اشیایی که به او اشاره دارند مهرهای تعداد زیادی از شاهان دوره دوم میانی است. از این رو می‌توان او را یکی از معدود شاهان دودمان چهاردهم دانست که اشاره فراوانی به نامشان شده. 